# حماسه ملی
حماسه ملی (انگلیسی: National epic) یک شعر حماسی یا یک اثر ادبی با گستره حماسی است که به دنبال یا اعتقاد بر این است که جوهر یا روح یک ملت خاص را می‌جوید یا اعتقاد بر این است که آن را به تصویر می‌کشد و بیان می‌کند. حماسه‌های ملی اغلب منشأ یک ملت، بخشی از تاریخ آن یا رویدادی مهم در توسعه هویت ملی مانند سایر نمادهای ملی را بازگو می‌کنند. حماسه ملی لزوماً در ارتباط با یک دولت ملی نیست بلکه ممکن است با یک گروه قومی یا زبانی با آرزوی استقلال یا خودمختاری، ذر ارتباط باشد.